# José Márquez
José Alberto „Toña” Márquez Ardon (ur. 6 sierpnia 1988 w San Benito) – gwatemalski piłkarz występujący na pozycji defensywnego pomocnika, reprezentant Gwatemali, od 2023 roku zawodnik San Benito.

## Kariera klubowa
Márquez pochodzi z miasta San Benito w departamencie Petén. Równolegle do gry w piłkę ukończył kształcenie jako księgowy. Przez dłuższy czas występował na poziomie drugiej ligi gwatemalskiej – w swoim rodzinnym departamencie w zespołach Deportivo San Benito, Deportivo San Francisco oraz Deportivo Sayaxché, a w międzyczasie również w Deportivo Carchá.
W maju 2016 Márquez zasilił Deportivo Guastatoya, występujący w najwyższej klasie rozgrywkowej. W gwatemalskiej Liga Nacional zadebiutował 17 lipca 2016 w przegranym 1:4 spotkaniu z Antiguą GFC, zaś premierowego gola strzelił 15 lutego 2017 w zremisowanym 1:1 meczu z Municipalem. Niebawem zaskarbił sobie miano czołowego środkowego pomocnika ligi gwatemalskiej, imponując zmysłem taktycznym, odbiorem piłki i walecznością. W czerwcu 2018 podpisał umowę z klubem Antigua GFC, lecz kilka dni później zdecydował się przedłużyć kontrakt z Guastatoyą. Wywalczył z nią pierwsze sukcesy w historii klubu – trzy mistrzostwa Gwatemali (Clausura 2018, Apertura 2018, Apertura 2020) oraz jedno wicemistrzostwo (Clausura 2017).

## Kariera reprezentacyjna
W seniorskiej reprezentacji Gwatemali Márquez zadebiutował za kadencji selekcjonera Waltera Claverí, 15 sierpnia 2018 w wygranym 3:0 meczu towarzyskim z Kubą. Strzelił w nim również gola.